# Brug 282
Brug 282 was een ophaalbrug in Amsterdam-Centrum.
De brug was gelegen in de Foeliestraat en overspande de Rapenburgergracht. Rond 1860 werd daar een brug neergelegd, vermoedelijk al een vervanging van een nog oudere brug. De bouwtekening is nog in het bezit van het Stadsarchief van Amsterdam De brug werd gebouwd voor 5200 gulden, aldus een annonce in het Algemeen Handelsblad van 1 mei 1860. In 1909 werden plannen uitgevoerd om daar een vaste brug neer te leggen. In 1965 werd die brug op haar beurt verwijderd in verband met de aanleg van de IJtunnel Het zusje van brug 282, de Peperbrug (brug 281), bleef dat lot bespaard en werd in de 21e eeuw benoemd tot rijksmonument.
<<< · 200 · 201 · 202 · 203 · 204 · 205 · 206 · 207 · 208 · 209 ·  210 · 211 · 212 · 213 · 214 · 215 · 216 · 217 · 218 · 220 · 221 · 222 · 223 · 224 · 225 · 226 · 227 · 228 · 228P · 229 · 230 · 231 · 232 · 233 · 234 · 235 · 236 · 237 · 238 · 239 ·  240 · 241 · 242 · 243 · 244 · 245 · 246 · 247 · 248 · 249 ·  250 · 251 · 252 · 253 · 254 · 255 · 256 · 257 · 258 · 259 · 260 · 261 · 262 · 263 · 264 · 265 · 266 · 267 · 270 · 271 · 272 · 273 · 274 · 275 · 277 · 278 · 279 · 280 · 281 · 283 · 285 · 286 · 287 · 288 · 289 · 290 · 291 · 292 · 293 · 295 · 296 · 297 · 298 · 299 · >>>
Brugnummers 219, 268, 269, 276, 282, 284, 294 zijn niet (meer) in omloop.